# Jimena (Jaén)
Jimena ist ein südspanischer Ort und eine Gemeinde (municipio) mit insgesamt 1.234 Einwohnern (Stand: 2024) im Süden der Provinz Jaén in der autonomen Region Andalusien.

## Lage
Jimena liegt in der Sierra Mágina, einem Teilgebiet der Sierra Morena, knapp 26 km (Fahrtstrecke) ostnordöstlich der Provinzhauptstadt Jaén in einer Höhe von ca. 605 m. Das Klima im Winter ist gemäßigt, im Sommer dagegen warm bis heiß; die geringen Niederschlagsmengen (ca. 571 mm/Jahr) fallen – mit Ausnahme der nahezu regenlosen Sommermonate – verteilt übers ganze Jahr.

## Geschichte
Bereits im vierten vorchristlichen Jahrhundert befand sich hier ein keltiberisches Oppidum. In der Zeit des römischen Reiches trug die Siedlung die Bezeichnung Municipium.

## Bevölkerungsentwicklung
| Jahr      | 1970  | 1980  | 1990  | 2000  | 2010  | 2020  |
| Einwohner | 2.324 | 1.965 | 1.669 | 1.514 | 1.401 | 1.256 |

Die kontinuierliche Bevölkerungsrückgang in der zweiten Hälfte des 20. Jahrhunderts ist im Wesentlichen auf die Mechanisierung der Landwirtschaft und den damit einhergehenden Verlust an Arbeitsplätzen zurückzuführen.

## Sehenswürdigkeiten
- Reste der alten Burg von Jimena (Castillo de Jimena) aus dem 10. Jahrhundert
- Burgruine von Recena (Castillo de Ricena) aus dem 13. Jahrhundert
- Jakobuskirche (Iglesia de Santiago el Mayor), Hallenkirche
- Rathaus

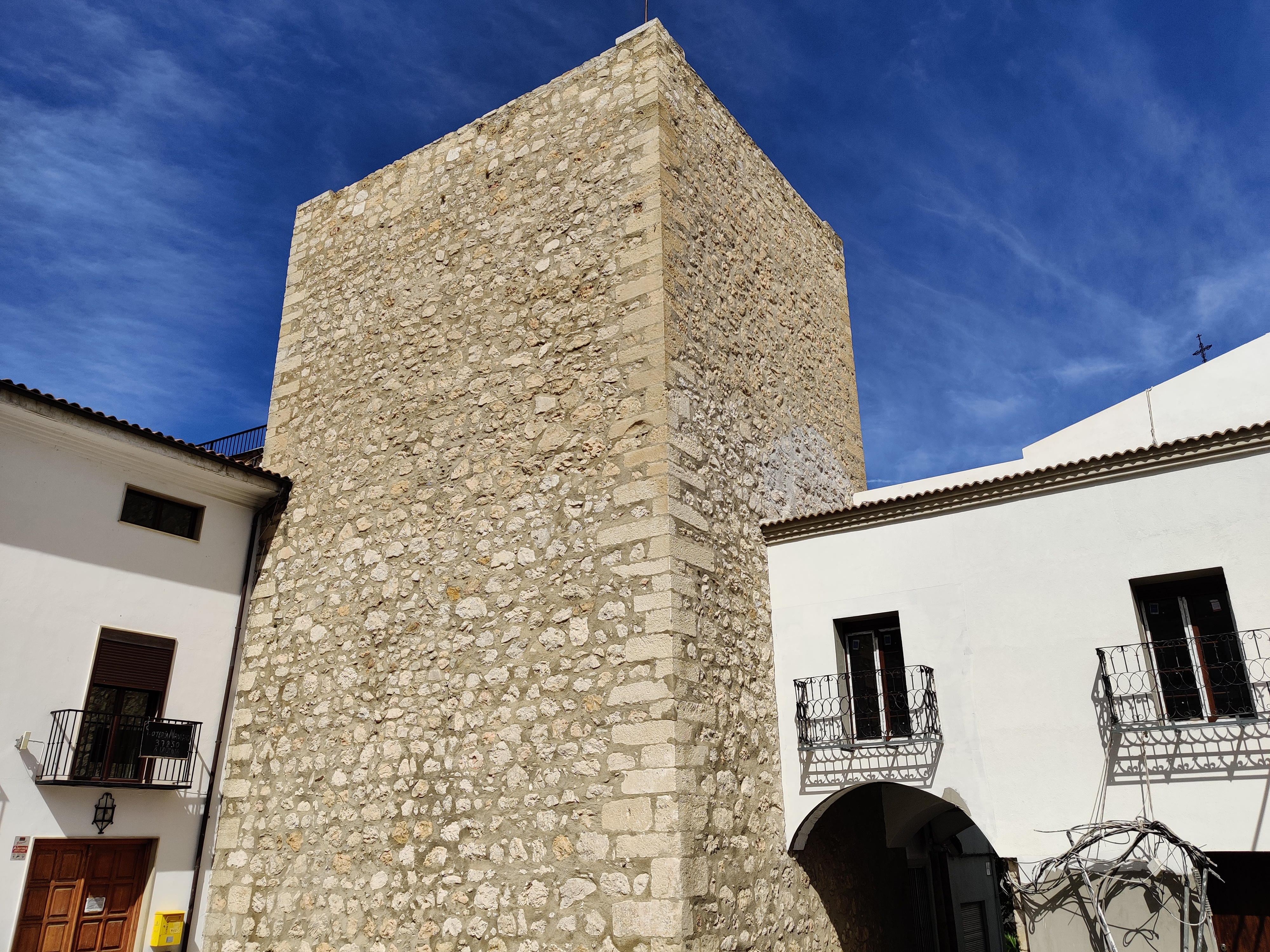
Reste der alten Burganlage im Ortskern
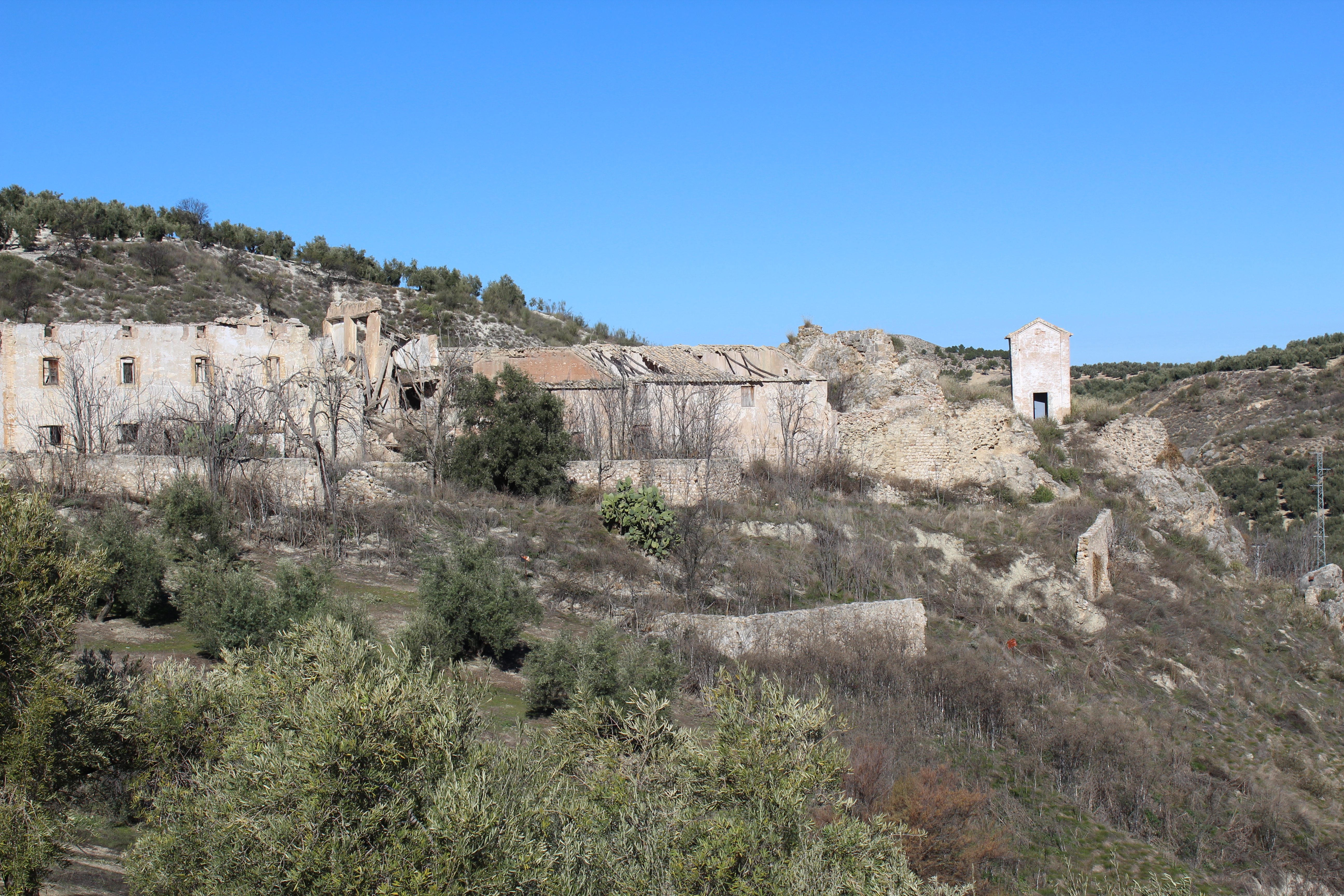
Burgruine von Recena